# Toschia cypericola
Toschia cypericola là một loài nhện trong họ Linyphiidae.
Loài này thuộc chi Toschia. Toschia cypericola được Rudy Jocqué miêu tả năm 1981.